# イヴァン・ジン・ラベール
- イヴァン・ジン・ラベール
- ジン・ラベール
- ジーン・ラベール
- ジン・ラーベル
- ジーン・ラーベル

イヴァン・ジン・ラベール（Ivan Gene Le'Bell、1932年10月9日 - 2022年8月9日）は、アメリカ合衆国の総合格闘家、柔術家、プロレスラー、レフェリー、プロモーターとして活躍した。

## 経歴・人物
カリフォルニア州ロサンゼルス出身。母はロサンゼルス地区のプロレスリング・プロモーターとして権勢を誇っていたアイリーン・イートンで、幼少時からその母の影響で格闘技に取り組んでいたという。
ラベールは日本の柔道にも興味を持ち、講道館で柔道を学ぶべく来日したこともあったという。また空手も学び、極真武道会の十段を保持していた。
日本から帰国した後のラベールはプロレスリングの世界へ入り、選手として地元ロサンゼルスを根拠にしていたワールド・レスリング・アソシエーション（WWA）やテキサス州アマリロのウエスタン・ステーツ・スポーツなどのリングで活躍し、NWAアメリカス・タッグ選手権、NWAノース・アメリカン・ヘビー級選手権（アマリロ版などのタイトルを獲得したこともある。
1963年には、プロボクシングの元ミドル級ランカーであるマイロ・サベージと3分5ラウンド、ジャケット着用での異種格闘技戦を実施。アメリカのテレビでボクサーとグラップラーの対決が生放送された初の例だと言われる。試合は第4Rでラベールが絞め技でサベージを落とし勝利した。
プロレスリング以外には俳優・スタントマンとして数々の映画に出演した経歴があり、世界的ビッグムービースターたるジョン・ウェイン、エルヴィス・プレスリー、ジーン・ハックマンなどと共演したこともある。これらの活動の中で、「柔道の技で絞め落とされる経験」を希望する人を絞め落とし、そのたびに記念のワッペンを与えていたが、総計では何千枚にも上ったという。サベージとの異種格闘技戦では対決前夜の地元テレビ番組で、絞め技の効果に疑問を示し「見せてほしい」と口走った司会者を瞬時に失神させて投げ捨てた後「職場放棄らしい。さあ、いまからジン・ラベール・ショーの始まりだ」とおどけた。
また、1976年6月26日に東京の日本武道館で開催されたアントニオ猪木対モハメド・アリの異種格闘技戦におけるレフェリーを務めた。この実績に敬意を示し、UFC創設者の一人であるアート・デイビーは1993年に開かれた第１回UFCのレフェリーにラベールを起用しようと提案したが、パートナーのブラジリアン柔術家ホリオン・グレイシーはABCドラマ『探偵ハート＆ハート』にエキストラ出演した時、スタントマン役のラベールと「銃を持った相手を制する最高の技術はどれか」という論争で衝突したことがあり、この案に同意しなかった。
1981年まで現役のプロレスラーとして活動し、同年8月29日にホームテリトリーだったロサンゼルスのグランド・オリンピック・オーディトリアムにてピーター・メイビアを相手に引退試合を行った。
また、兄のマイク・ラベールと共にWWAの後身団体であるNWAハリウッド・レスリングのプロモーターとしても活動、2011年には母のアイリーン、兄のマイクと共にNWA殿堂顕彰者の栄誉を授けられた。
2022年8月9日、就寝中に身体に異変を来し、目を覚ますことなく永眠した。89歳没。